# Claraeola conjuncta
Claraeola conjuncta är en tvåvingeart som först beskrevs av Collin 1949.  Claraeola conjuncta ingår i släktet Claraeola och familjen ögonflugor. Inga underarter finns listade i Catalogue of Life.